# Хауб, Торстен Михаэль
Торстен Михаэль Хауб (нем. Thorsten Michael Haub; род. 15 февраля 1968, Зиген) — немецкий шахматист, международный мастер (1997), гроссмейстер (2015).

## Карьера
Хауб проживал в городе Зиген и играл до сезона 2006/07 за шахматный клуб «Шахматный союз Плеттенбург» во второй Бундеслиге: запад. Он смог завоевать в июле 2006 года титул Чемпиона Германии по блицу.
В сентябре 2006 года на турнире в Ингольштадте он завоевал в титул Чемпиона Германии по быстрым шахматам. Он перешёл в клуб «SG Bochum 31». На Открытом турнире Скандинавии, проходившем в июле 2009, он выполнил первую норму гроссмейстера. Следующие нормы гроссмейстера он выполнил в декабре 2009 на 6-м Открытом турнире в Вандёвр-ле-Нанси, а также в апреле и мае 2015 года на турнире Шахматный челлендж Копенгагена в Баллерупе, после чего ему в 2015 было присвоено звание гроссмейстера.
Помимо выступлений в Германии, Хауб выступал также в Бельгии (за клуб «Schachfreunde Wirtzfeld», с которым он стал чемпионом в 2009 и 2018 годах, с 2011 по 2017 за клуб «Cercle d'Échecs Fontainois») и Люксембурге (до 2005 за «Schachklub Nordstad», с 2005 за «Esch Rochade Reine»).

### Достижения
- Чемпионы Германии по быстрым шахматам[нем.]: вице-чемпион в 2000 и 2002, чемпион в 2006
- Чемпионы Германии по блицу[нем.]: вице-чемпион в 1995, чемпион в 2006
- Чемпион Открытого турнира в Бад-Эмс в 2004
- Чемпион 4-го Открытого турнира в Вандёвр-ле-Нанси в 2008

## Таблица результатов
| Год  | Город            | Турнир                         | + | − | = | Результат | Место |
| ---- | ---------------- | ------------------------------ | - | - | - | --------- | ----- |
| 2009 | Копенгаген       | Открытый турнир Скандинавии    | 6 | 0 | 5 | 8½ из 11  | [ 3 ] |
| 2009 | Вандёвр-ле-Нанси | Открытый турнир                | 4 | 0 | 5 | 6½ из 9   | [ 4 ] |
| 2015 | Баллеруп         | Шахматный челлендж Копенгагена | 5 | 0 | 4 | 7 из 9    | [ 5 ] |

## Изменения рейтинга
| Графики недоступны из-за технических проблем. См. информацию на Фабрикаторе и на mediawiki.org. |